# 水準儀

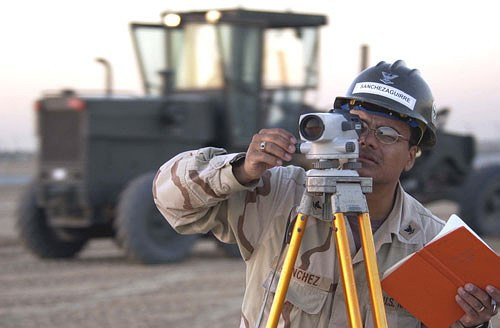
工地使用的水準儀

水準儀，俗稱水平鏡，是一種量測觀測點高程差的測量仪器，主要用於工程現場之水準測量。
水準儀之基本構造主要可分為三大部份：
一為望遠鏡，或稱鏡筒，其主要功能為觀測目標。可細分為物鏡、目鏡、十字絲三部份。物鏡收集遠方光線；目鏡將影像轉正；十字絲則用以照準目標。
二為水準器及轉盤。水準器可顯示儀器之水平狀態，其中包含至少一圓形水準器。較精密的水準儀則輔以兩支以上的管狀水準器以提高精密度。轉盤使儀器得以360度水平旋轉，以方便觀測者在維持儀器水平的狀況下轉動鏡筒進行觀測。但实际上近年来大部分使用的都为自动安平水准仪，不需要管水准气泡的辅助了。
三為基座，或稱底座，主要功能為承載鏡筒與水準器，並提供水準儀與腳架之連結。本部之腳螺旋(或稱踵定螺旋或改平螺旋)，可以調校水準儀的水平狀態。

## 儀器校正
1.水準器校正(半半校正法)
2.視準軸與水準軸之平行誤差校正(定樁法)
3.十字絲校正

## 等级
目前中国水准仪是按仪器所能达到的每千米往返测高差中数的偶然中误差这一精度指标划分成四个等级。
| 水准仪系列型号 | 每千米往返测高差中数的偶然中误差 | 主要用途                               |
| -------------- | -------------------------------- | -------------------------------------- |
| DS05           | ≤0.5mm                           | 国家一等水准测量及地震监测             |
| DS1            | ≤1mm                             | 国家二等水准测量及其他精密水准测量     |
| DS3            | ≤3mm                             | 国家三、四等水准测量及一般工程水准测量 |
| DS10           | ≤10mm                            | 一般工程水准测量                       |

表中“D”和“S”分别是“大地”和“水准仪”汉语拼音的第一个字母，通常在书写时可省略字母“D”，“05”、“1”、“3”及“10”等数字表示该类仪器的精度。S3级和S10级水准仪称为普通水准仪，用于国家三、四等水准及普通水准测量，S05级和S1级水准仪称为精密水准仪，用于国家一、二等精密水准测量。